# جريجوري ريتشكالوف
جريجوري أندريفيتش ريتشكالوف (بالروسية: Григорий Андреевич Речкалов) (9 فبراير 1920 - 22 ديسمبر 1990) كان طيارًا حربيًّا سوفيتيًّا في الحرب العالمية الثانية، سجل أكثر من 50 إسقاطًا منفردًا لطائرات العدو، وبهذا كان من بين أعلى الطيارين السوفيت تسجيلًا في الحرب. وقد أسقط أول طائرة معادية بعد 6 أيام من بدء الغزو الألماني للاتحاد السوفيتي. مُنح وسام بطل الاتحاد السوفيتي مرتين وأصبح جنرالًا بعد الحرب.

## النشأة وبداية الخدمة العسكرية
وُلد ريتشكالوف في 9 فبراير 1920 لأسرة فلاحين روسية. التحق بالجيش في 1938، وفي 1939 تخرج في مدرسة الطيران العسكري في بيرم. مُنع من الطيران بسبب عمى الألوان، لكن مع بداية الحرب في 1941 سُمح له بالطيران وأُلحق بالفرقة 55 للطيران القتالي، التي تقع في قطاع أوديسا العسكري.

## التكريم

تمثال نصفي لجريجوري ريتشكالوف في مسقط رأسه

- بطل الاتحاد السوفيتي
- وسام لينين

## تعريب
1. ↑  غريغوري أندريفيتش ريتشكالوف

## استشهادات
1. ↑  Simonov & Bodrikhin 2017، صفحة 271.
2. ↑  Zhukov 1979، صفحة 48-49.